# Bagel head
Bagel head (en français : « tête de bagel ») est une forme de modification corporelle, un gonflement temporaire du front (6 à 24 heures) provoqué par l'injection d'une solution saline et ressemblant le plus souvent à un bagel ou à un donut.

## Description
Pour créer l'effet bagel head, le sujet doit s'injecter une solution saline de qualité médicale (300-400 cm3) au milieu du front, puis après un certain moment, crée un creux en son centre par une simple pression du doigt, d'où l'expression « tête de bagel ». Selon le Japonais Keroppy Maeda, « le corps absorbe la solution au fil du temps de sorte que le lendemain matin, tout soit de retour à la normale ». D'après des adeptes du traitement, on sent « juste de légers picotements […]. On dirait qu'un liquide coule à l'intérieur de ma tête ».
Omar Ibrahimi, un dermatologue spécialisé dans l'exécution d'injections salines cosmétiques, affirme qu'une solution trop concentrée peut conduire à une déshydratation extrême. En outre, une solution non stérile pourrait conduire à une infection bactérienne Omar ibrahimi s'inquiète aussi que ces injections répétées pourraient distendre la peau du front. Les risques de cette modification corporelle sont également discutés dans un épisode de The Doctors.

## Popularisation
Le phénomène apparaît au Japon en 2007, initié par Keroppy Maeda, mais s'arrête avant de redémarrer en 2012 puis en 2014, après que Jérôme Abramovitch le fasse pour la première fois au Canada,.
Le phénomène fait l'objet d'une des émissions de la série documentaire Taboo diffusée sur National Geographic Channel, puis reprise par les médias internationaux,, qui pour la plupart, considèrent cette modification corporelle comme une nouvelle tendance japonaise loufoque. La Carmina, l'animatrice télé de Taboo, la qualifie comme étant « l'une des tendances les plus hardcore. C'est cher. Il faut un équipement spécialisé. La plupart des Japonais n'en savent rien »,.
La propagation du phénomène surprend les médias japonais, comme Excite Japan, où un journaliste déclare : « N'ayant jamais entendu parler de bagel head, J'étais aussi surpris que quiconque de voir ces images de jeunes… Un front parfaitement mignon transformé par un gonflement grotesque. On dirait un extraterrestre. Je frémis à cette idée, mais selon les sites d'information, ce serait la dernière tendance au Japon ? ». La couverture exagérée perturbe beaucoup de Japonais qui n'avaient auparavant pas vu ni entendu parler de cette pratique en dehors des médias internationaux.